# Municipio de Santiago Lachiguiri
El municipio de Santiago Lachiguiri es uno de los 570 municipios en que se divide el estado mexicano de Oaxaca. Se encuentra localizado en el istmo de Tehuantepec y su cabecera es el pueblo del mismo nombre.

## Geografía
Santiago Lachiguiri se encuentra localizado al sureste del estado en la zona de transición entre la región de la Sierra Norte y el istmo de Tehuantepec; forma parte del distrito de Tehuantepec y de la región Istmo; tiene una extensión territorial de 434.434 kilómetros cuadrados que representan el 0.46% de la extensión total de Oaxaca.
Sus coordenadas extremas son 16° 36' - 16° 59' de latitud norte y 95° 24' - 95° 41' de longitud oeste, su altitud va desde un mínimo de 100 hasta un máximo de 2 200 metros sobre el nivel del mar.
Tiene límites al norte con el municipio de San Juan Mazatlán, al este con el municipio de Guevea de Humboldt y el municipio de Santa María Guienagati; al sureste limita con el municipio de Santa María Jalapa del Marqués y el suroeste con el municipio de Santa María Totolapilla; al oeste limita con el municipio de Nejapa de Madero y con el municipio de Santiago Ixcuintepec, además de con un exclave del municipio de Santo Domingo Tehuantepec. En adición, hacia el centro-sur del territorio municicpio se encuentra localizado un enclave del municipio de Guevea de Humboldt.

## Demografía
El municipio de Santiago Lachiguiri, de acuerdo con los resultados del Censo de Población y Vivienda llevado a cabo en 2010 por el Instituto Nacional de Estadística y Geografía, tiene una población total de 4 693 personas, de las que 2 302 son hombres y 2 391 son mujeres.
La densidad de población asciende a un total de 10.8 personas por kilómetro cuadrado.

### Localidades
El municipio incluye en su territorio un total de 48 localidades. Las principales, considerando su población del censo de 2010, son:
| Localidad                   | Población |
| Total Municipio             | 4 693     |
| Santiago Lachiguiri         | 1 652     |
| San Miguel                  | 567       |
| Guigovelaga                 | 538       |
| Villa la Esperanza (Ocotal) | 281       |
| Llano Coyul                 | 203       |

## Política
El gobierno del municipio de Santiago Lachiguiri se rige por principio de usos y costumbres, mismo que se encuentra vigente en un total de 424 municipios del estado de Oaxaca y en las cuales la elección de autoridades se realiza mediante las tradiciones locales y sin la intervención de los partidos políticos. 
El ayuntamiento de Santiago Lachiguiri está integrado por el presidente municipal, un síndico y un cabildo integrado por siete regidores.
Local:
- Distrito electoral local de 18 de Oaxaca, con cabecera en Santo Domingo Tehuantepec.[4]

Federal:
- Distrito electoral federal 5 de Oaxaca, con cabecera en Salina Cruz.[5]